# エンシュウ
エンシュウ株式会社は、静岡県浜松市中央区高塚町に本社を置く工作機械メーカー。
ENSHUまたはエンシュウブランドを用いる。
工作機械および工作機械部品の製造・販売のほかヤマハ発動機向けの輸送用関連機器部品の受託加工を行っている。
ENSCHUまたはエンシュウブランドを用いるピアノ製造メーカーの遠州楽器制作とは一切関係ない。

## 概要
筆頭株主でもある、ヤマハ発動機向け二輪車部品加工が連結売上高の2～3割を占める。なお、同社が所有している土地に、炭焼きレストランさわやか浜松高塚店、セリアバロー高塚店、暮らしの衣料マツオカ高塚店、浜松鑑定団高塚店が入居している。また、バロー高塚店が同社と賃借契約を結んだ上で店舗を構えている。

## 沿革
- 1920年 - 鈴政式織機株式会社設立。
- 1923年 - 遠州織機株式会社に改称。
- 1941年 - 遠州機械株式会社に改称。
- 1945年 - 社名を遠州織機株式会社に戻す。
- 1946年 - 織機製造再開。
- 1958年 - フライス盤の製造再開。
- 1960年 - 遠州製作株式会社に改称。
- 1961年 - 東京・大阪・名古屋各証券取引所に上場。
- 1991年 - 遠州クロス株式会社・ユニワイド株式会社を吸収合併。エンシュウ株式会社に改称。
- 2009年 - 名古屋証券取引所上場廃止。
- 2023年 - 東京証券取引所スタンダード市場へ市場変更。

## 関連会社
連結子会社
- ENSHU（USA）CORPORATION（アメリカ）
- ENSHU　GmbH （ドイツ）
- ENSHU（Thailand）LIMITED（タイ）
- BANGKOK ENSHU MACHINERY CO.,Ltd.（タイ）
- PT. ENSHU INDONESIA（インドネシア）
- 遠州（青島）機床製造有限公司（中国）
- 遠州（青島）機床商貿有限公司（中国）

非連結子会社
- ENSHU VIETNAM Co.,Ltd.（ベトナム）
- 有限会社エンシュウ厚生センター

持分法適用関連会社
- 遠州建設株式会社